# Михайло-Архангельский собор (Нижний Новгород)
Миха́йло-Арха́нгельский собор — православный храм в Нижнем Новгороде, на территории Кремля, памятник шатрового зодчества XVII века. Древнейший каменный храм города, ведёт историю со времени его основания. Освящён в честь покровителя русского воинства — архангела Михаила.

## История
В 1221 году был поставлен деревянный, а в 1227 году — 4-столпный 3-апсидный белокаменный собор с тремя притворами. Полностью перестроен в 1359 году. 23 апреля (3 мая) 1628 года под руководством зодчих Лаврентия Возоулина и его пасынка Антипа началось строительство существующего здания. Восстановление велось в память о Нижегородском ополчении и было завершено в 1631 году.
В 1704 году, во время кремлёвского пожара, Архангельский собор был повреждён. Службы были возобновлены 18 (29) марта 1732 года, храм был вновь освящен нижегородским архиепископом Питиримом.
В 1962 году, после проведенной под руководством Святослава Агафонова реставрации, в собор был перенесён прах Кузьмы Минина, ранее находившийся в разрушенном в 1929 году Спасо-Преображенском соборе.
16 февраля 2006 года в Нижний Новгород с официальным визитом прибыл Президент России Владимир Путин. Он посетил Нижегородский кремль и возложил цветы на могиле Кузьмы Минина в усыпальнице собора.
В 2008 году неподалёку от собора был установлен памятник владимирскому князю Юрию Всеволодовичу и епископу Симону Суздальскому. Его открытие состоялось 17 февраля того же года. Во всех храмах Нижнего Новгорода в этот день служили праздничную литургию. Памятник освятил архиепископ Нижегородский и Арзамасский Георгий.
16 марта 2009 года в дар Михайло-Архангельскому собору от депутатов Нижегородского законодательного собрания были переданы 9 колоколов. 26 марта 2009 года на звонницу был установлен самый большой из колоколов собора — Законник, его вес — 530 кг.
В сентябре 2009 года храм посетил Патриарх Московский и всея Руси Кирилл. Патриарх почтил память патриота Кузьмы Минина, прах которого покоится в соборе, и совершил заупокойную литию. В память о посещении он подарил собору Казанскую икону Божией Матери.